# Bundesstraße 241
Pour les articles homonymes, voir Route 241.
La Bundesstraße 241 est une Bundesstraße du Länder de Basse-Saxe et de Rhénanie-du-Nord-Westphalie.

## Histoire
Dans le Harz, la B 241 suit à peu près l'Alte Harzstraße, qui passe principalement sur des crêtes. La partie entre Lauenförde et Hardegsen est agrandie entre 1828 et 1832 dans le cadre de la Sollingchaussee qui continue jusqu'à Nörten-Hardenberg.
Le B 241 allait de Hohenwepel via Menne à Ossendorf. Ce tronçon est déclassé en Kreisstraße et la circulation passe maintenant par la B 252 vers la B 7.
À Goslar, la partie orientale de la tangente nord d'Ohlhof est inaugurée le 22 juin 1969 et l'ancienne route, connue sous le nom de Vienenburger Strasse, devient une Kreisstrasse. La nouvelle ligne est prolongée jusqu'en 1987 jusqu'au triangle de Bad Harzburg jusqu'aux la Bundesautobahn 369 et la Bundesstraße 4.
La Bundesstrasse 241 est établie entre Bollensen et Ellierode depuis fin 2009. En octobre 2011, le tronçon VKE 2 de 4 225 m de long entre Volpriehausen et la jonction d'Ellierode est agrandie en trois voies. Le nouveau tronçon de route rectifie la route forestière sinueuse et sert de voie de contournement de Goseplack. Les chemins croisés passent en dessous ou au-dessus de la route ou sont partiellement remplacés par l'ancienne route. Une partie de l'ancienne Bundesstrasse du tronçon allant de Bollertmühle (Volpriehausen) à Goseplack est déclassée. Le coût élevé de la phase de construction VKE 2 de 32,5 millions d'euros du plan de relance économique I & II est dû au nombre élevé de passages souterrains et de ponts.
Le chantier commence en octobre 2011. En juillet 2015, la cérémonie d'inauguration de la B241 a lieu entre Volpriehausen et Bollensen.

## Source
- (de) Cet article est partiellement ou en totalité issu de l’article de Wikipédia en allemand intitulé « Bundesstraße 241 » (voir la liste des auteurs).